# Atletismo nos Jogos Mundiais Militares de 2011 - 400 m feminino
A competição dos 400 metros rasos feminino nos Jogos Mundiais Militares de 2011 aconteceu nos dias 21 e 22 de julho no Estádio Olímpico João Havelange.

## Medalhistas[1]
| Ouro   | BRA Geisa Coutinho  |
| Prata  | KAZ Olga Tereshkova |
| Bronze | BRA Jailma Lima     |

## Semifinais[2]

### Semifinal 1
| Pos. | Atleta                | País                 | Tempo   | Notas |
| ---- | --------------------- | -------------------- | ------- | ----- |
| 1    | Geisa Coutinho        | Brasil               | 52.08   | Q, CR |
| 2    | Yolanda Valerio       | República Dominicana | 55.12   | Q     |
| 3    | Lambarki Hayat        | Marrocos             | 55.58   | Q     |
| 4    | Menaka Wickramasinghe | Sri Lanka            | 57.53   |       |
| 5    | Romina Cifuentes      | Chile                | 1:03.00 |       |
|      | Nancy Garcés          | Venezuela            | DNF     |       |

### Semifinal 2
| Pos. | Atleta          | País                 | Tempo | Notas |
| ---- | --------------- | -------------------- | ----- | ----- |
| 1    | Jailma Lima     | Brasil               | 52.87 | Q     |
| 2    | Rmcs Rasnayake  | Sri Lanka            | 52.93 | Q, SB |
| 3    | Olga Tereshkova | Cazaquistão          | 52.99 | Q     |
| 4    | Libania Grenot  | Itália               | 53.75 | q     |
| 5    | Zimbere Sylvie  | Camarões             | 54.78 | q     |
|      | Raisa Sanchez   | República Dominicana | DNF   |       |

## Final[1]
| Pos.              | Atleta          | País                 | Tempo | Notas |
| ----------------- | --------------- | -------------------- | ----- | ----- |
| Medalha de ouro   | Geisa Coutinho  | Brasil               | 51.08 | CR    |
| Medalha de prata  | Olga Tereshkova | Cazaquistão          | 51.27 |       |
| Medalha de bronze | Jailma Lima     | Brasil               | 51.77 | SB    |
| 4                 | Libania Grenot  | Itália               | 52.43 |       |
| 5                 | Rmcs Rasnayake  | Sri Lanka            | 52.52 | SB    |
| 6                 | Zimbere Sylvie  | Camarões             | 54.26 |       |
| 7                 | Yolanda Valerio | República Dominicana | 54.86 | SB    |
|                   | Lambarki Hayat  | Marrocos             | DNF   |       |